# X.21
Pour les articles homonymes, voir X21.

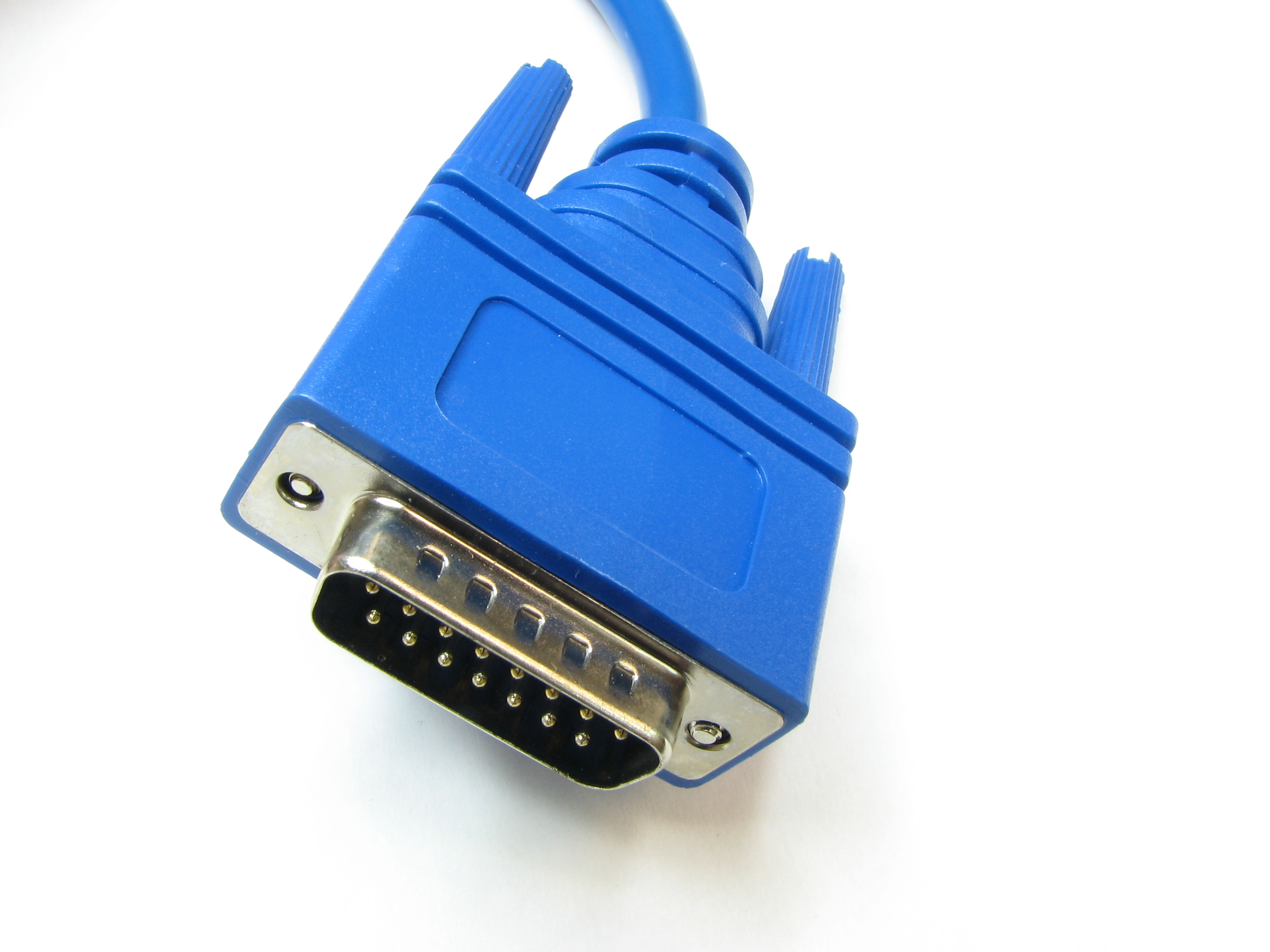
Photo d'un connecteur d'interface D-Sub à 15 broches mâle

X.21 est une recommandation du CCITT au sein de l'UIT. Le titre complet de la recommandation est :
"INTERFACE ENTRE L'ÉQUIPEMENT TERMINAL DE TRAITEMENT DE DONNÉES ET L'ÉQUIPEMENT DE TERMINAISON DU CIRCUIT DE DONNÉES POUR FONCTIONNEMENT SYNCHRONE DANS LES RÉSEAUX PUBLICS POUR DONNÉES"

La Recommandation X.21(09/92) a été approuvée le 10 septembre 1992.

X.21 est une interface physique et électrique recommandée et publiée par l'UIT-T  sur la liaison DTE/DCE.
Elle définit l'alignement des caractères de contrôle des appels et la vérification des erreurs, les éléments de la phase de contrôle d'appel pour les services à circuit commuté, le transfert de données jusqu'à 2 Mbit/s et les boucles de test. Le débit de 64 kbit/s est celui le plus utilisé.
Le connecteur physique doit être conforme à la norme ISO 4903 (15 broches). 